# فريدريك جون فولتون
فريدريك جون فولتون هو محامي وسياسي كندي، ولد في 8 ديسمبر 1862، وتوفي في 25 يوليو 1936. انتخب عضو مجلس العموم الكندي.